# Жене, Хайди
Хайди Жени (нем. Heidi Genée; 22 октября 1938, Берлин — 26 сентября 2005, Мюнхен) — немецкая монтажёр и кинорежиссёр.

## Биография
Родилась в 1938 году в Берлине, дочь режиссёра театра и кино Фрица Геншова.
С конца 1950-х работала ассистентом монтажёра и ассистентом режиссёра.
Дебютировав в 1960 году как монтажёр работая над документальным фильмом «Жестокость в камне», считающегося первым фильмом нового немецкого кино, стала одной из главных монтажеров фильмов режиссёров этого направления в кинематографии. После знакомства с братьями Шамони работала над их фильмами, в частности «Охота на лисиц запрещена» (1966) Питера Шамони и фильма «Квартет в постели» (1968) Ульриха Шамони. В дальнейшем работала над монтажём фильмов таких режиссёров как Петер Лилиенталь, Харк Бом и Максимилиан Шелл.
Всего за свою карьеру осуществила монтаж более 50 фильмов.
В 1976 году дебютировала как режиссёр с фильмом «Грете Минде». Фильм участвовал в конкурсной программе 27-го Берлинского кинофестиваля.
За фильм 1980 года « 1+1=3» стала лауреатом кинопремии Deutscher Filmpreis в категории «За лучшую режиссуру» и получила Премию Эрнста Любича за режиссуру, фильм номинировался на главные призы Чикагского кинофестиваля и Монреальского кинофестиваля 1980 годов.
Как и большинство режиссёров Нового немецкого кино после прихода к власти в 1982 году Гельмута Коля и изменения политики в области кинематографии в ФРГ фактически завершила карьеру, и в 1980-х и 1990-х годах работала в основном на телевидении.
Умерла в 2005 году в Мюнхене.

## Фильмография

### Режиссёр
- 1976 — Грете Минде
- 1979 — 1+1=3 / 1+1=3
- 1981 — Жало в плоть / Stachel im Fleisch
- 1982 — Испытание силы / Kraftprobe
- 1983 — Бегство вперёд / Flucht nach vorn
- 1987 — Поездка в Германию / Eine Reise nach Deutschland

### Монтажёр (выборочно)
- 1960 — Жестокость в камне / Brutalität in Stein
- 1961 — Ужасы паучьего острова / Ein Toter hing im Netz
- 1964 — Пароль: «Цапля» / Kennwort… Reiher
- 1967 — Девочки, девочки / Mädchen, Mädchen
- 1968 — Квартет в постели / Quartett im Bett
- 1970 — Бабочки не плачут / Schmetterlinge weinen nicht
- 1974 — Иди сюда, малышь / Hau drauf, Kleiner
- 1975 — Джон Гликштадт / John Glückstadt
- 1975 — Берлингер / Berlinger